# Epicephala haplodoxa
Epicephala haplodoxa är en fjärilsart som beskrevs av Lajos Vári 1961. Epicephala haplodoxa ingår i släktet Epicephala, och familjen styltmalar.
Artens utbredningsområde är Moçambique. Inga underarter finns listade.